# Biển báo giao thông

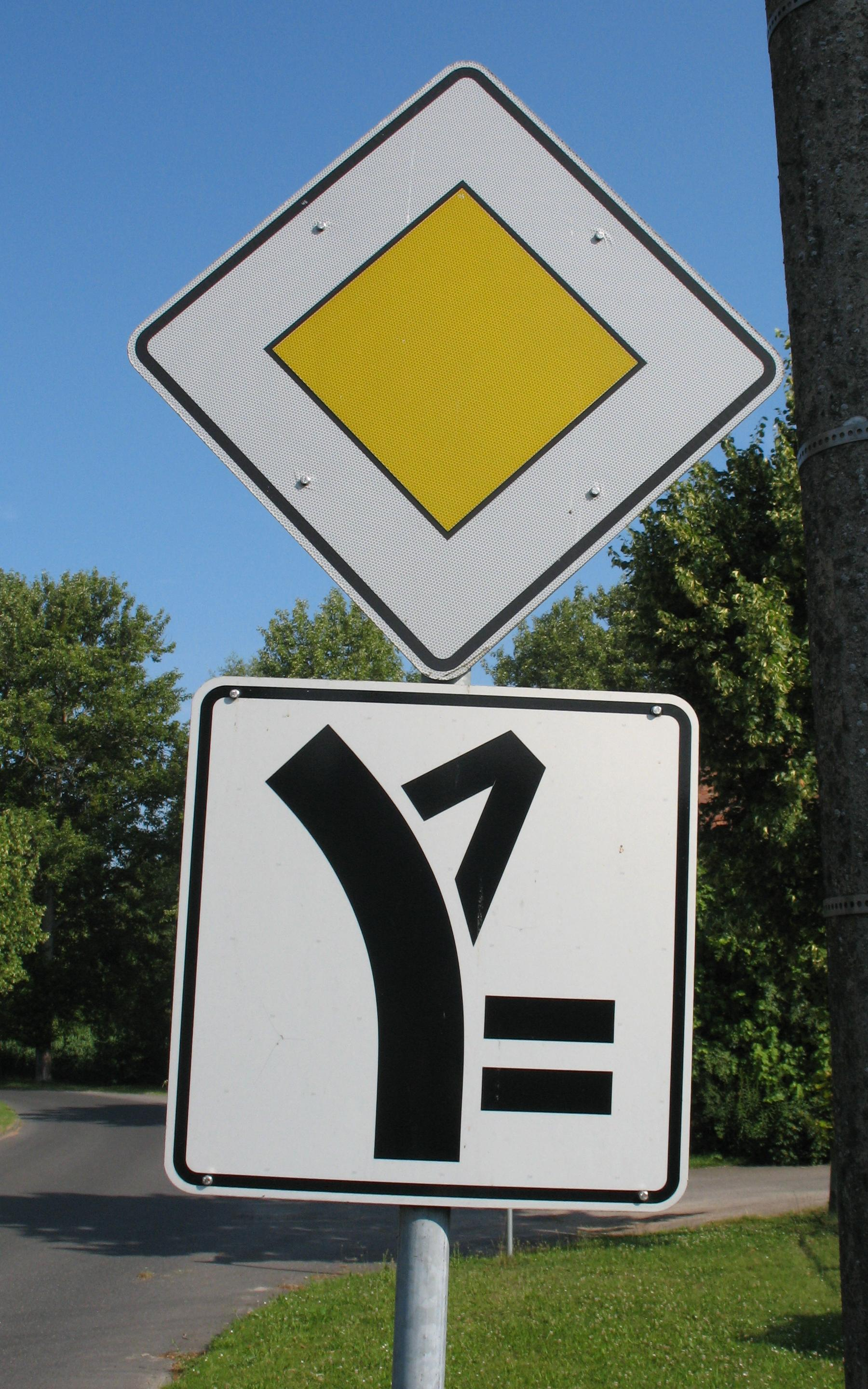

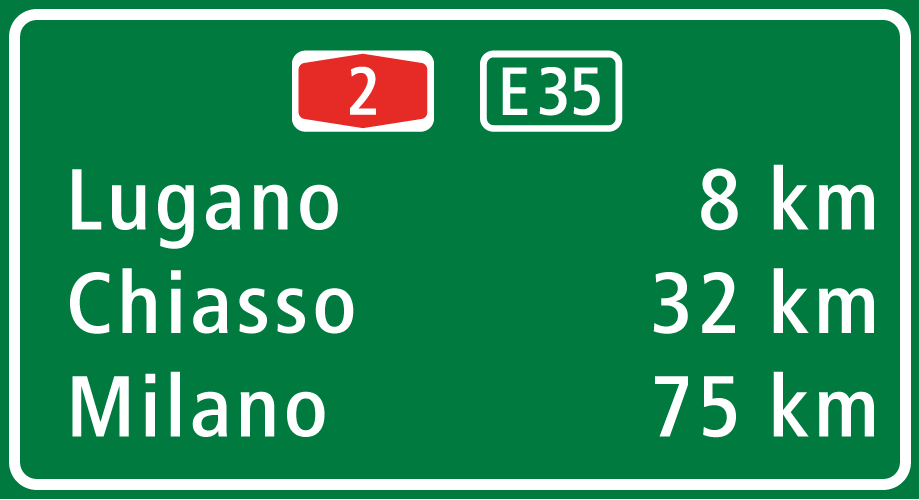

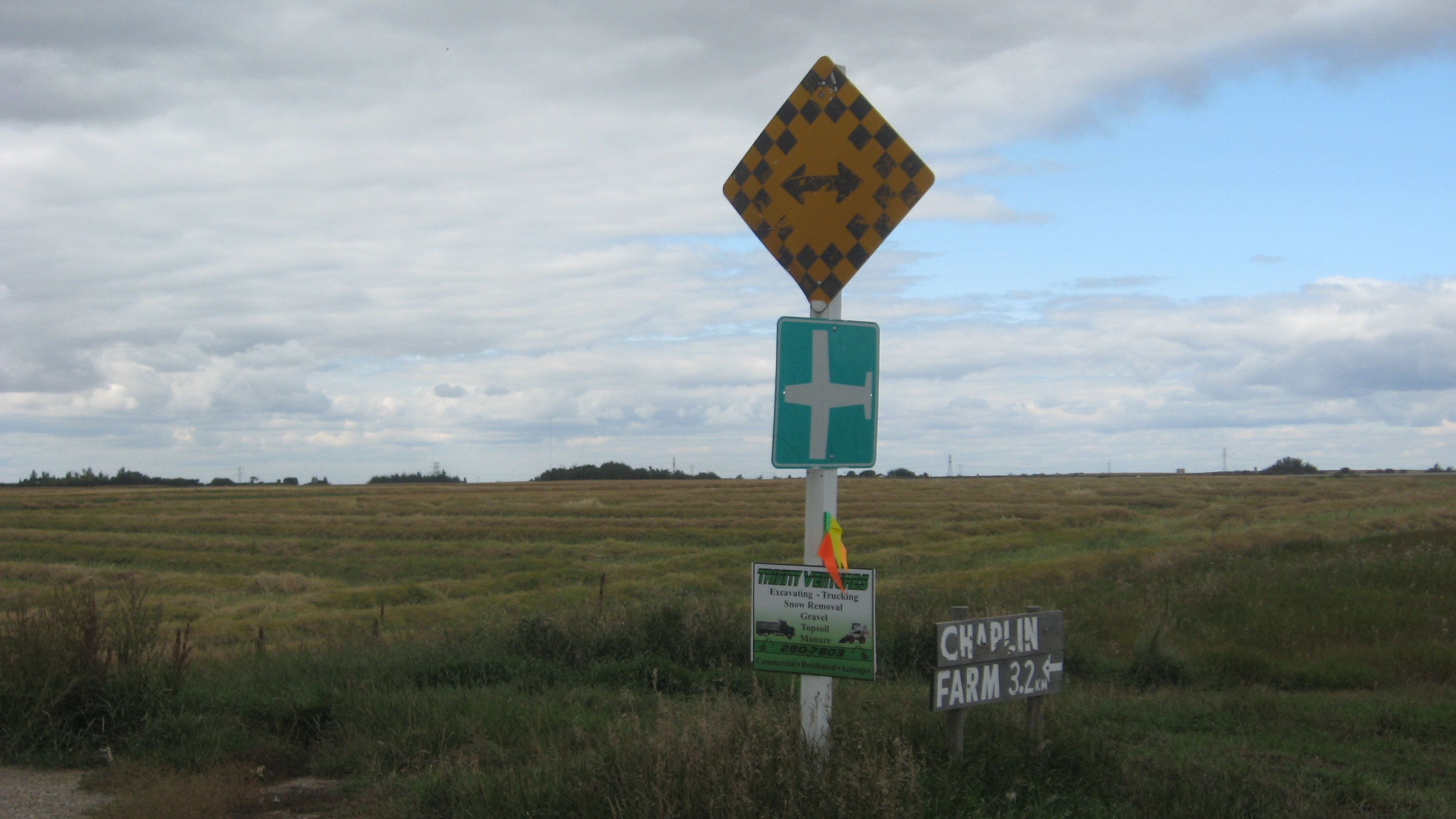

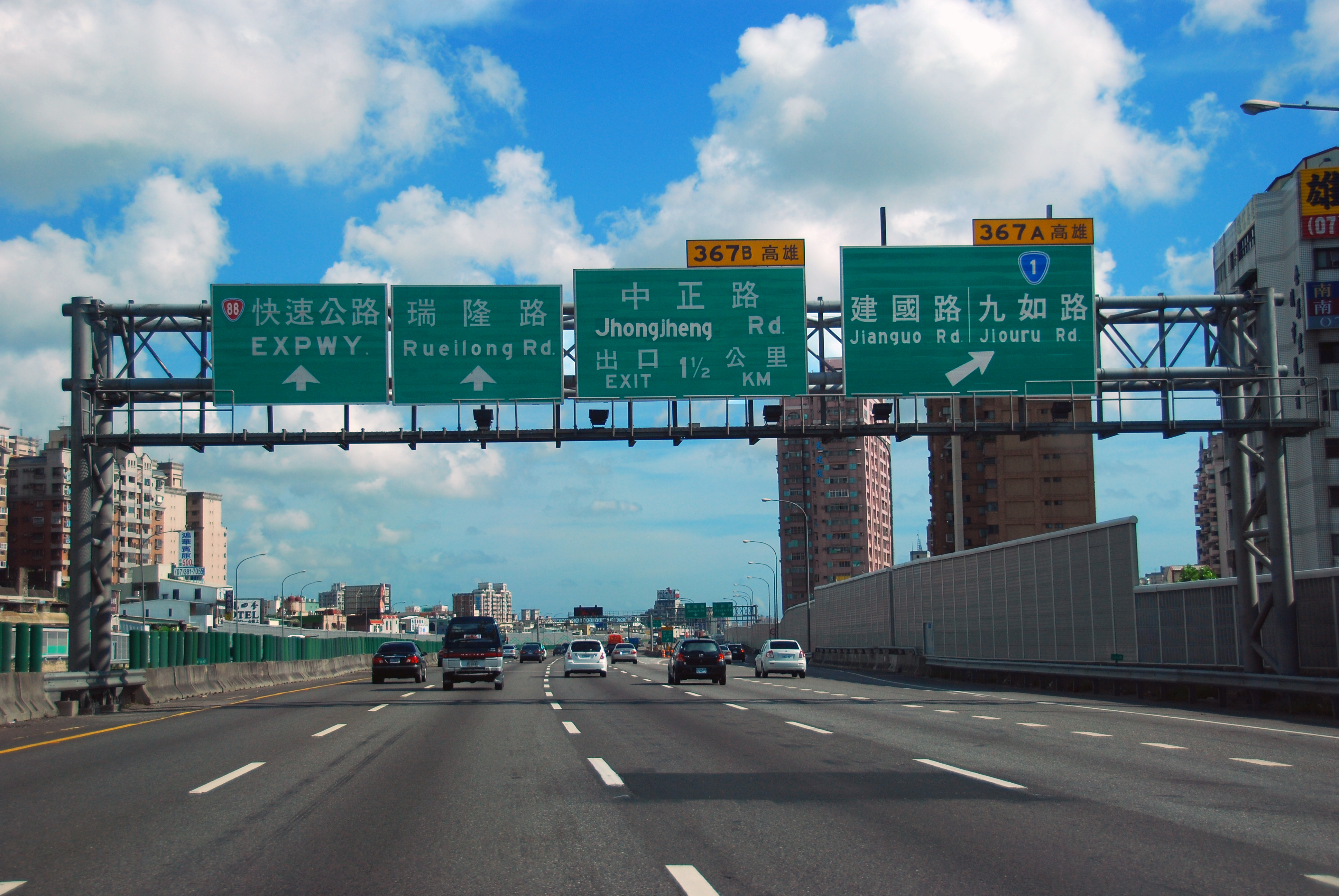

Biển báo giao thông là những biển báo được dựng ven đường giao thông để cung cấp thông tin đến người tham gia giao thông. Từ những năm 1930, nhiều nước đã áp dụng các loại biển báo có hình ảnh, mặt khác, cũng đã tiêu chuẩn hóa và đơn giản hóa biển báo của mình để giúp cho việc lưu thông quốc tế dễ dàng hơn (giảm bớt rào cản ngôn ngữ) cũng như giúp tăng cường an toàn giao thông.

## Các loại biển báo
Biển báo giao thông có thể chia thành một số loại. Phần phụ chương thứ nhất của "Công ước Viên về Báo hiệu và Tín hiệu Giao thông Đường bộ" (Vienna Convention on Road Signs and Signals - tính đến 30 tháng 6 năm 2004 đã có 52 nước ký kết hiệp định) năm 1968 đã chia biển báo thành tám loại:
- A. Biển báo nguy hiểm
- B. Biển báo ưu tiên
- C. Biển báo cấm
- D. Biển hiệu lệnh
- E. Biển chỉ dẫn
- F. Biển báo thông tin
- G. Biển báo hướng, vị trí và chỉ số
- H. Biển phụ

## Tại Việt Nam
Hệ thống biển báo giao thông đường bộ Việt Nam được tham khảo theo Công ước Viên 1968 và hiệp định GMS-CBTA. Một số biển báo được viết bằng cả tiếng Việt và tiếng Anh. Hệ thống biển báo hiện nay được quy định trong Quy chuẩn kỹ thuật quốc gia về báo hiệu đường bộ (QCVN 41:2019/BGTVT, hay Quy chuẩn 41) do Tổng cục Đường bộ Việt Nam biên soạn, Bộ Khoa học và Công nghệ Việt Nam thẩm định, Bộ trưởng Bộ Giao thông vận tải Việt Nam ban hành năm 2020.